# Elysia mercieri
Elysia mercieri is een slakkensoort uit de familie van de Plakobranchidae. De wetenschappelijke naam van de soort is voor het eerst geldig gepubliceerd in 1930 door Pruvot-Fol.